# Kostel Narození Panny Marie (Radonice)
Kostel Narození Panny Marie je římskokatolický kostel zasvěcený Narození Panny Marie v obci Radonice v okrese Chomutov. Od roku 1963 je chráněn jako kulturní památka. Stojí v jihovýchodním cípu radonického náměstí, ze kterého je přístupný branou pod nárožím bývalé fary.

## Historie
Kostel je v Radonicích uváděn již v roce 1352. Na jeho místě byla stavitelem Petrem Fortigem v roce 1699 zahájena stavba barokního kostela, který byl vysvěcen dne 26. prosince 1702.

## Stavební podoba
Kostel má obdélný půdorys a před jeho západní průčelí předstupuje hranolová věž, jejíž část postavená z románského kvádříkového zdiva se dochovala ze stavby původního kostela. Podélné fasády jsou členěny pilastry a okny zakončenými půloblouky. Loď je zaklenutá valenou klenbou.

## Vybavení
Většina vnitřního vybavení je barokní a pochází z první poloviny osmnáctého století. Hlavní baldachýnový oltář věnovaný Adamem Filipem Losym pochází z roku 1739, zdobí ho sochy čtyř evangelistů a obraz Panny Marie Pasovské z roku 1787. Obraz byl do kostela přemístěn ze zrušené kaple na Vintířovském vrchu. Levý boční oltář je z roku 1723, obsahuje erb Losyů z Losinthalu a obraz Uctívání Nejsvětější svátosti od Jana Jiřího Heinsche z roku 1702. Celý oltář kostelu darovala Františka Klaudie, rozená Strassaldo, vdova po Janu Antonínovi z Losynthalu.
Kromě nich jsou v kostele další tři oltáře: oltář Nejsvětější Trojice z roku 1739, baldachýnový oltář svatého Jana Nepomuckého a rokokový oltář Panny Marie z roku 1755. K vybavení patří také renesanční křtitelnice z roku 1579 zdobená reliéfy Křtu v Jordáně, čtyř evangelistů, městským a šlikovským erbem, dále kazatelna s akantovými rámy a obrazy čtyř evangelistů z roku 1723, sousoší Kalvárie a obraz Svaté rodiny. Varhany jsou rokokové z roku 1791.